# Pazuzu
Pazuzu és el rei dels dimonis del vent, fill del déu Hanbi, en la mitologia sumèria, assíria i accàdia. Per als sumeris, també representava el vent del sud-oest, que portava les tempestes, i també el portador de la pesta i les plagues, del deliri i de la febre.

## Descripció
Se'l sol representar amb cos d'home, cap de lleó o gos, banyes de cabra al front, urpes d'au en comptes de peus, dos parells d'ales d'àguila, cua d'escorpí i penis en forma de serp. També se sol mostrar amb el palmell de la mà dreta amunt i l'esquerra cap avall. Aquesta posició de les mans simbolitza la vida i la mort, o la creació i la destrucció.
Tot i que Pazuzu, en principi, era un ésser maligne, no era del tot hostil a l'home, ja que la seva imatge es feia servir en amulets per rebutjar a la seva consort i enemiga Lamashtu, un dimoni femení que s'alimentava d'acabats de néixer i les seves mares. Aquest amulet es col·locava tant a la mare, duent-lo al coll, com al nen, mentre que d'altres de més grans es col·locaven sobre ells en una paret.

## Pazuzu a la cultura popular
La figura del dimoni Pazuzu ha estat utilitzada en la cultura occidental de diverses formes, sempre tenint en compte el seu significat original.
- En la pel·lícula L'exorcista, i la seva preqüela L'Exorcista: el començament el dimoni que s'enfronta al pare Merrin i que possiblement posseeix més endavant a Regan és el Pazuzu.[5]
- També és el nom d'un grup de black metal austríac.[6]
- En la sèrie de TV Futurama, és el nom de la gàrgola que serveix de mascota al Dr. Hubert Farnswort.
- També apareix en els jocs de rol Advanced Dungeons & Dragons.
- També en el joc per a Super Nintendo Final Fantasy Mystic Quest (1992).
- La banda Gorillaz posseeix una estàtua del Pazuzu, que es troba als afores de Kong Studios, on graven els seus discs.[7]
- En el manga Godsider, un dels principals enemics del protagonista és l'encarnació del déu Pazuzu.